# Brunon Bartkiewicz
Brunon Cezary Bartkiewicz (ur. 1962) – polski bankowiec, prezes ING Banku Śląskiego.

## Życiorys
Ukończył studia na Wydziale Handlu Zagranicznego Szkoły Głównej Planowania i Statystyki (SGPiS) w Warszawie (1986).
Od początku lat 90. jest związany z ING Bankiem Śląskim i grupą ING. W 1995 po raz pierwszy objął stanowisko prezesa zarządu Banku Śląskiego, które pełnił do 2000, kiedy na cztery lata objął funkcję dyrektora generalnego oraz członka zarządu w banku ING Direct NV. W 2004 ponownie objął stanowisko prezesa ING Banku Śląskiego, które pełnił do 2009. W 2010 został członkiem General Management Team w ING Direct, w którym był m.in. odpowiedzialny za działalność w Hiszpanii, Włoszech, Francji, Wielkiej Brytanii, Australii. Od 2012 nadzorował działalność ING we Francji, Włoszech, Polsce, Hiszpanii, Rumunii oraz Turcji. 
W 2016 po raz trzeci został powołany na stanowisko prezesa ING Banku Śląskiego. Członek rady nadzorczej ING Banku Hipotecznego. Były członek zarządu Związku Banków Polskich oraz rady nadzorczej spółek NN Group w Polsce.
Syn Kazimierza Bartkiewicza.

## Nagrody i wyróżnienia
- Krzyż Oficerski Orderu Odrodzenia Polski (2024)[7]
- Złoty Krzyż Zasługi (1998)[6]
- odznaka honorowa „Za zasługi dla bankowości Rzeczypospolitej Polskiej” (2004)[8]
- Odznaka Honorowa za Zasługi dla Rozwoju Gospodarki Rzeczypospolitej Polskiej (2024)[9]
- Digital Shapers w kategorii „Wizjoner" (2019)[10]
- tytuł Bankowca Roku 2022 magazynu „Forbes” (2022)[11].